# Carlos García Camader
Carlos Enrique García Camader (ur. 14 sierpnia 1954 w Limie) – peruwiański duchowny katolicki, biskup Lurín od 2006.

## Życiorys
Święcenia kapłańskie przyjął 8 grudnia 1981 i został inkardynowany do archidiecezji Limy. Po trzyletniej pracy duszpasterskiej w parafii Świętego Krzyża został mianowany rektorem seminarium propedeutycznego, zaś w 1991 otrzymał nominację na rektora głównego seminarium archidiecezji. W latach 1997–1998 był proboszczem w kilku parafiach Limy, zaś w 1999 ponownie objął urząd rektora wyższego seminarium.

### Episkopat
16 lutego 2002 papież Jan Paweł II mianował go biskupem pomocniczym archidiecezji Lima ze stolicą tytularną Villamagna in Proconsulari. Sakry udzielił mu 7 kwietnia 2002 kardynał Juan Luis Cipriani Thorne.
17 czerwca 2006 papież Benedykt XVI mianował go biskupem diecezji Lurín. Ingres odbył 21 lipca 2006. W latach 2023-2024 był drugim wiceprzewodniczącym, w latach 2024-2025 był pierwszym wiceprzewodniczącym, a od stycznia 2025 jest przewodniczącym Konferencji Biskupów Peru.